# Abel Ferry
Cet article concerne l'homme politique français. Pour le réalisateur, voir Abel Ferry (réalisateur). Pour les autres homonymes, voir Ferry.
Abel Ferry, né le 26 mai 1881 à Paris et mort pour la France le 15 septembre 1918 à Jaulzy (Oise), est un homme politique français.
Neveu de Jules Ferry et fils de Charles Ferry, il est député des Vosges de 1909 à sa mort et sous-secrétaire d'État aux Affaires étrangères entre 1914 et 1915. Il meurt peu avant la fin de la Grande Guerre après avoir été blessé au combat.

## Origines
Né le 26 mai 1881 dans le 16e arrondissement de Paris, Abel Ferry est issu d'une famille d’origine lorraine qui compte de nombreux hommes politiques importants de la Troisième République, notamment : 
- son père, Charles Ferry, sénateur puis député des Vosges ;
- son oncle Jules Ferry, parlementaire, ministre puis président du Conseil ; celui-ci le considère comme son neveu « adoré »[4] ;
- son oncle par alliance[N 1] Amédée de La Porte, député des Deux-Sèvres, ministre des Colonies ;
- son cousin Henri de La Porte, fils d'Amédée de La Porte, député des Deux-Sèvres (1910-1919) ;
- son grand-père maternel, François Allain-Targé, député de Paris, ministre de Léon Gambetta ;
- son arrière-grand-père maternel Abel François Villemain, député, ministre sous la monarchie de Juillet.

Abel Ferry fait partie de l'aristocratie républicaine et possède un héritage culturel, politique et symbolique fort. 
Sa mère Geneviève Allain-Targé meurt en 1883 alors qu'il n'a seulement que deux ans. Il est élevé par sa tante, Eugénie Ferry.

## Formation et carrière
Abel Ferry étudie au lycée Janson-de-Sailly à Paris, l'un des plus prestigieux de la capitale. Il y rencontre Robert Debré dont il devient un ami proche. Après avoir obtenu une licence en droit à la Sorbonne en 1902, il poursuit ses études et obtient en 1904, après une licence ès lettres, un diplôme d'études supérieures en histoire avec pour sujet de recherche « le Commerce en Espagne et le ministère Colbert ». Il suit aussi épisodiquement des enseignements à l'École des hautes études sociales. Abel Ferry devient brièvement avocat à Paris en s'inscrivant au barreau en mars 1908 mais démissionne dès décembre et ne plaide donc jamais. Son service militaire est effectué à Rouen. Il écrit ponctuellement dans Le Siècle et participe aussi à la Conférence Molé-Tocqueville en s'inscrivant au sein du groupe de la Gauche démocratique et en y devenant secrétaire pour l'année 1906.
Durant ses études, il voyage beaucoup en Europe, notamment en Grande-Bretagne et en Allemagne. En 1911, il effectue un voyage d'étude au Maroc avec Robert Debré où ils furent reçus par Thami El Glaoui.

## Vie privée et familiale
Le 20 novembre 1913, Abel Ferry épouse Hélène Berger (1887-1972), avec qui il a une fille, Fresnette, née le 22 juin 1918. Son prénom est un hommage au village de Fresnes-en-Woëvre, l’une des difficiles batailles auxquelles Abel Ferry a participé en 1915 avec le 166e R.I. (dans lequel combattait également l'écrivain Louis Pergaud). Abel Ferry meurt moins de trois mois après sa naissance.

## Parcours politique

### Député des Vosges

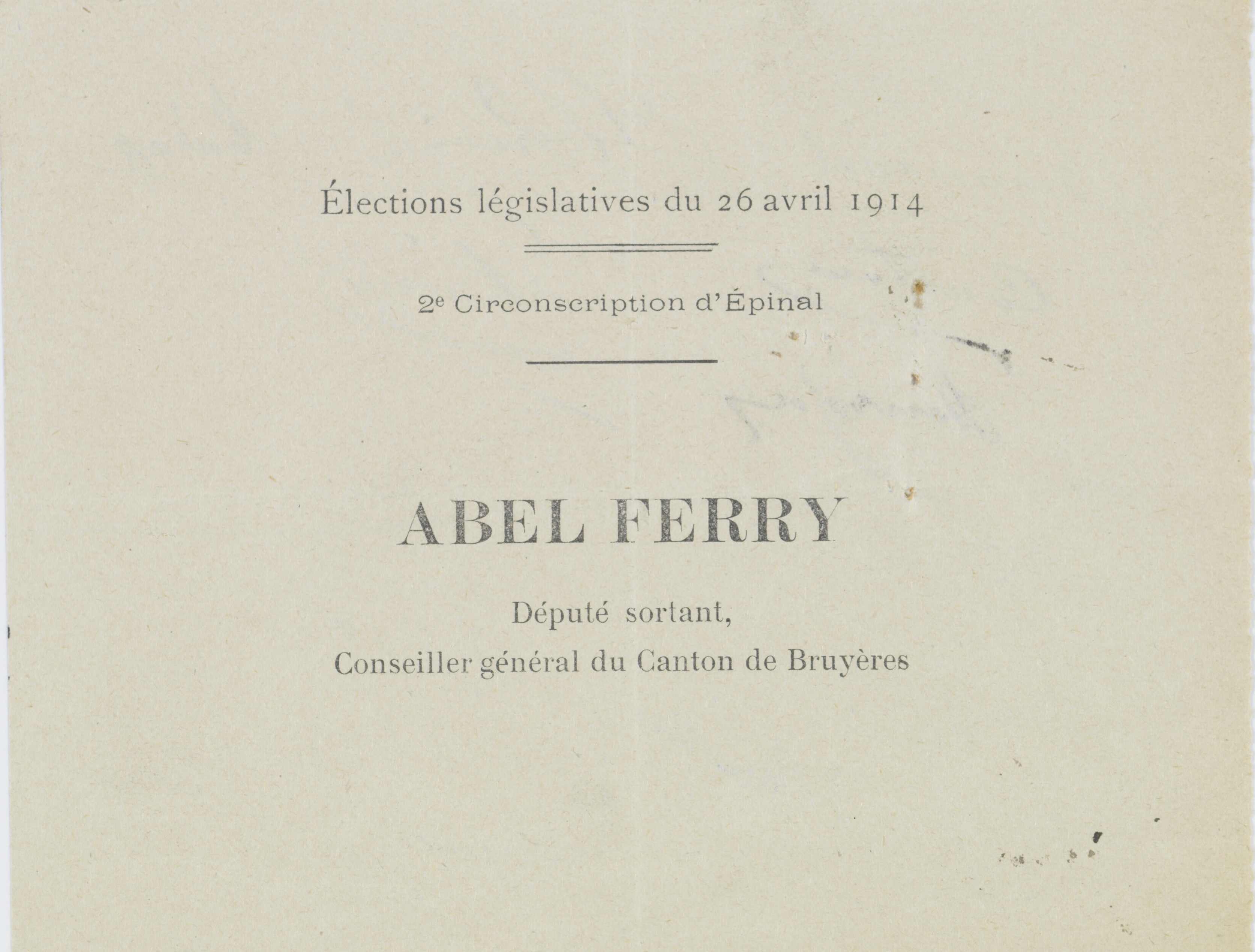
Bulletin de vote pour Abel Ferry aux élections législatives de 1914.

Abel Ferry adhère au Parti républicain radical et radical-socialiste avant 1907, après avoir siégé à plusieurs congrès et au comité exécutif en 1901-1902. Cependant, il n'y est plus très impliqué. Il ne fait pas partie de l'Alliance démocratique contrairement aux autres membres de la Gauche radicale. Abel Ferry est marqué par une indépendance politique et s'oppose aux grandes positions du parti sur la question de la réforme électorale. En effet, Abel est favorable à l'instauration de la proportionnelle et continue d'y militer activement après 1907 et dans le reste des années 1910. Il s'inscrit notamment au groupe proportionnaliste de la Chambre et dans la Ligue d'union républicaine pour la réforme électorale de Louis Martin. Il soutient aussi une politique extérieure hostile à l'Allemagne.
Abel Ferry se présente en juin 1907 aux élections cantonales à Rambervillers. Le canton est fermement tenu par les républicains progressistes dont le candidat, Paulin Lahalle, maire depuis 1904 de Rambervillers, est patronné par le député Henry Boucher et avec l'appui de son journal. Abel Ferry est impréparé à la campagne électorale puisqu'il ne commence que tardivement à faire la tournée des comités politiques républicains. Le journal L'Écho des Vosges l'attaque frontalement sur sa fortune et le déclare radical-socialiste pour effrayer les ruraux. Ferry accélère sa campagne mais commet plusieurs erreurs de communications. Il échoue à 90 voix de son adversaire qui lui donne rendez-vous aux prochaines élections. Malgré cette défaire, Abel Ferry, s'installe à Rambervillers. 
Abel Ferry retrouve Paulin Lahalle pour une nouvelle épreuve démocratique en 1909 lors de l'élection législative partielle dans la deuxième circonscription d'Épinal pour remplacer Henry Boucher devenu sénateur. Cette fois, Abel Ferry à la soutien d'un journal, l'Union républicaine, et il fait une campagne beaucoup plus offensive en accusant son adversaire d'être proche de la réaction et contre les intérêts des ouvriers. En réponse, les progressistes le qualifient de « jeune blocard sans programme défini » et le présentent comme proche des grands industriels. La campagne est assez houleuse, certaines réunions publiques étant affectées par des troubles. C'est notamment le cas lorsqu'Abel Ferry cherche la contradiction en s'invitant dans les réunions publiques de son adversaire. Celui-ci parvient à l'aiguillonner sur un point délicat, son service militaire a été écourté en raison d'une tuberculose. Malgré cela, Abel Ferry parvient à être en tête avec 48,45 % des voix. Les socialistes étaient aussi présents au premier tour, au second, ils appelèrent à voter contre la "réaction" et donc pour Abel Ferry. Ce dernier parvint à être élu en gagnant 521 voix tandis que son adversaire seulement 163. Mais si Abel Ferry est majoritaire dans les moyennes communes, il peine toujours à s'implanter dans les petites et les très petites communes.
Abel Ferry est réélu dès le premier tour en avril 1910, puis une nouvelle fois, mais au second tour, en mai 1914. Il est également conseiller général des Vosges pour le canton de Bruyères de 1910 à sa mort.
Radical indépendant, il siège à la Chambre des députés dans le groupe de la Gauche radicale. Comme le décrit l'analyste politique André Siegfried, ce groupe républicain est constitué de « députés socialement conservateurs qui voudraient ne pas rompre avec la gauche et qui votent donc, à droite sur les questions d'intérêts, à gauche sur les questions politiques ». La Gauche radicale, par sa position centriste, est souvent l'arbitre des différentes majorités.
Du fait de son histoire familiale, Abel Ferry se mobilise sur les grands débats et en particulier en politique étrangère. Par exemple, après le coup d'Agadir, il intervient en décembre 1911 lors du débat sur la ratification de la convention franco-allemande. Partisan d'une armée forte, il appuie Clemenceau contre Jaurès, et vote en faveur de la loi de 1913 instituant le service militaire de trois ans. Cette même année, il fait casser la décision de réforme no 2 pour la tuberculose, qu'il avait contractée en service en 1903 et qui l'avait fait verser dans le cadre de réserve. Il est pour la proportionnelle avec aussi une certaine décentralisation et un statut pour les fonctionnaires. Il travaille aussi à l'organisation de la Chambre, participant à la mise en place en 1911 une conférence mensuelle des présidents des grandes commissions et des représentants de groupes pour fixer l'ordre du jour.

### Sous-secrétaire d’État
Après le congrès de Pau de 1913 et les élections législatives de 1914, le Parti radical décide d'imposer l'inscription au sein du groupe républicain radical-socialiste. Cependant, Abel Ferry décide de rester dans le groupe de la Gauche Radicale. En rejetant cette directive, il cesse de militer au sein du Parti radical. 
À 33 ans, Abel Ferry est nommé sous-secrétaire d'État aux Affaires étrangères dans le premier gouvernement que forme René Viviani. Il n'est pas un spécialiste des relations internationales et le ministère ne l'accueille qu'avec peu d'enthousiasme, notamment le directeur politique et chef du cabinet du ministre, Pierre de Margerie. C'est à ce titre qu'il reçoit, au quai d'Orsay, Jean Jaurès, venu demander à Viviani et au gouvernement français de ne pas entrer en guerre, le 31 juillet 1914, juste avant son assassinat.
Dès le début de son engagement dans la Première Guerre mondiale, il présente sa démission du gouvernement, qui est refusée. Le 26 août, René Viviani, formant un nouveau ministère, le confirme dans ses fonctions ministérielles, qu'Abel Ferry conserve jusqu’à la chute de Viviani, le 29 octobre 1915.

## Première Guerre mondiale

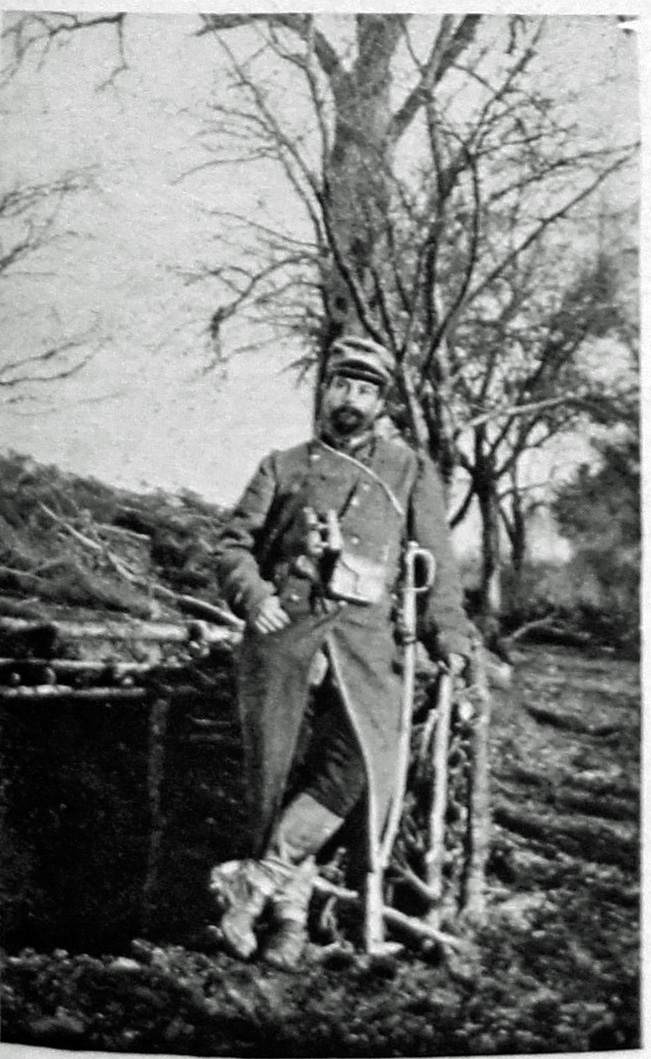
Abel Ferry en 1915.

### Participation aux combats
Le 3 août 1914, Abel Ferry rejoint le 166e régiment d'infanterie de ligne à Verdun comme caporal. Il fait le trajet pour Verdun en voiture, conduite par sa femme, avec Albert Lebrun. Monté au front, il se voit nommé sous-lieutenant par Adolphe Messimy, ministre de la Guerre.
Avec son régiment, Abel Ferry participe aux combats en Woëvre, sur la crête des Éparges, en Argonne, jusqu'en juin 1916, tout en contribuant aux travaux gouvernementaux puis parlementaires après la chute de Viviani. Il reçoit deux citations à titre militaire, en novembre 1914 et avril 1916.

### Contrôle des armées
Le 29 juin 1916, à la suite de la réunion du comité secret de la commission de la Guerre dont il fait partie depuis 1915, il est désigné délégué au contrôle, commissaire aux armées. Il entreprend alors un intense travail de pression sur le Parlement et le gouvernement pour améliorer le sort des combattants, la force des armées, l'unité des Alliés. Pour jouer ce rôle, il lui faut vaincre la méfiance des parlementaires vis-à-vis des états-majors et combattre simultanément l'hostilité de la bureaucratie militaire, majoritairement convertie à l'antiparlementarisme, à l'encontre de tout contrôle civil. En dehors des assemblées, il parcourt régulièrement le front et conduit ses missions d'inspections aux armées de façon à pouvoir apporter aux séances de la Chambre « une vision de la guerre vue des tranchées ».

### Blessures et mort
Le 8 septembre 1918, il est en mission de contrôle du fonctionnement d'un nouveau fusil mitrailleur dans les premières lignes dans l'Aisne, avec un député d'Angers, Gaston Dumesnil, et un lieutenant. Un obus fauche alors la délégation qui se rend au poste de commandement du 17e bataillon de chasseurs à pied. Les deux accompagnants sont tués ; Ferry est évacué, gravement blessé au poumon et à la cuisse. Clemenceau vient lui remettre lui-même la Légion d'honneur et une citation comportant la croix de guerre avec palme. Abel Ferry meurt sept jours plus tard, à Jaulzy, dans l'Oise.
Ses obsèques ont lieu à Paris le 20 septembre, au domicile de la rue Bayard, en présence du président de la République, Raymond Poincaré. Sa dépouille est transportée à Saint-Dié (Vosges) le 18 août 1919 pour y être inhumée.

## Hommages

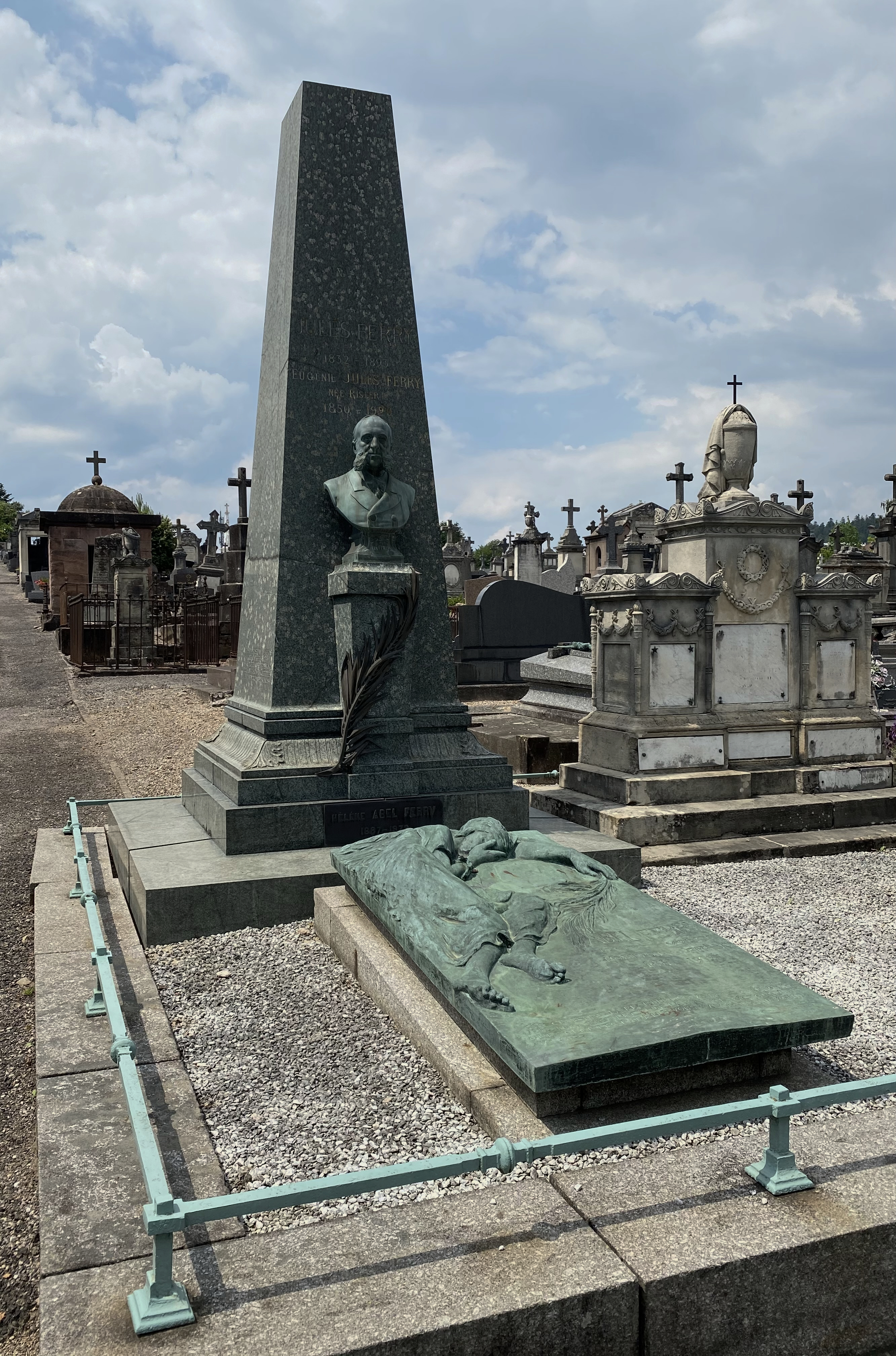
Sépulture de Jules et Abel Ferry au cimetière rive droite de Saint-Dié-des-Vosges (2021).

Sur la tombe de Jules Ferry, au cimetière rive droite de Saint-Dié-des-Vosges, il est inscrit la citation suivante de Jules Ferry : « Je désire reposer en face de cette ligne bleue des Vosges d'où monte jusqu'à mon cœur fidèle la plainte touchante des vaincus. »
Sur celle d'Abel Ferry, gravé dans le bronze, il est inscrit cet extrait de la Chambre des députés, en date du 17 septembre 1918 : « Ce n'est pas la plainte des vaincus qui monte vers Toi ; c'est le cri de la France victorieuse que Toi et tes pareils vous avez faite de votre sang ».
De nombreuses villes de France, particulièrement en Lorraine, ont donné le nom d'Abel Ferry à des rues, dont Épinal, ou des établissements scolaires. Une rue à Paris 16e porte son nom depuis 1928.

## Décorations
- Chevalier de la Légion d'honneur (11 septembre 1918)
- Croix de guerre 1914–1918, palme de bronze

## Œuvres
Suivant sa volonté, sa femme, Hélène Ferry, publie à titre posthume les ouvrages suivants :
- La Guerre vue d'en haut et d'en bas. L'âme de 1793 est en bas. La bureaucratie est en haut, 1920, Paris, Grasset, 328 p. ;
- Carnets secrets, 1914-1918, préface de Nicolas Offenstadt, notes et texte établis par André Loez, Paris, Grasset, 2005, 394 p.  (ISBN 978-2-246-69841-8).Le livre a été publié pour la première fois en 1957 et est devenu un ouvrage de référence. Certains descendants des principaux protagonistes étant encore vivants, des coupes avaient été opérées. L'édition de 2005 est la version non expurgée, à laquelle sont jointes 46 lettres inédites qu'Abel Ferry écrivit à sa femme Hélène alors qu'il était au front.